# Henry Helm Clayton
Henry Helm Clayton (ur. 12 marca 1861 w Murfreesboro, zm. 26 października 1946 w Canton) – amerykański meteorolog.

## Życiorys
Z powodu złego stanu zdrowia nie uczęszczał do szkoły, ale uczył się w domu. W 1878 roku zaczął badać lokalne burze. Ponieważ interesowała go meteorologia, przez dwa lata od 1884 roku uczył się w Obserwatorium Uniwersytetu Michigan. W tym czasie był współredaktorem American Meteorological Journal. Od 1885 roku pracował w Blue Hill Observatory w Milton w stanie Massachusetts. Clayton zajmował się obserwacjami chmur i wiatru. Wyniki pozwoliły mu na sformułowanie prawa Egnell-Claytona, które mówi między innymi, że szybkość wiatru rośnie wraz z wysokością.
W 1894 roku Clayton zaprosił konstruktora latawców Williama Abnera Eddy’ego do Obserwatorium w Blue Hill. 4 sierpnia 1894 roku udało im się przy pomocy pięciu latawców wynieść termograf na wysokość 436 metrów. Dzięki tym doświadczeniom i modernizacji latawców pogodowych w kolejnych latach Clayton opracował skuteczną metodę badania wyższych warstw atmosferycznych, która była stosowana w wielu obserwatoriach aerologicznych na całym świecie do lat 40. XX wieku. 28 lutego 1898 roku wypuszczony przez niego latawiec skrzynkowy Hargrava o powierzchni wynoszącej osiem metrów kwadratowych osiągnął wysokość 3801 metrów. W 1905 roku kierował wyprawą Rotcha i Léona-Philippe Teisserenca de Borta, która miała przy pomocy latawców i balonów pogodowych zbadać warunki atmosferyczne w północnym Atlantyku.
Clayton próbował wykorzystać wyniki swoich badań meteorologicznych do poprawy prognoz pogody. W szczególności szukał sposobu na sporządzanie wiarygodnych prognoz długoterminowych w oparciu o okresowo powtarzające się warunki pogodowe. Już w 1886 roku wprowadził krótkoterminowe lokalne prognozy pogody, poprzez wykorzystanie do sygnalizacji flag, które były podnoszone w obserwatorium i dobrze widoczne w okolicy. Clayton odpowiadał za przekształcenie Narodowej Służby Pogody, która należała wcześniej do Armii Amerykańskiej, w cywilną agencję. Doprowadziło to do powstania w 1891 roku w departamencie Rolnictwa United States Weather Bureau. Potem wrócił do obserwatorium w Blue Hill, gdzie pracował do 1909 roku. W latach 1896–1897 publikował cotygodniowe prognozy pogody w Blue Hill Weather Bulletin. W latach 1913–1922 Clayton pracował w argentyńskiej służbie meteorologicznej. W tym czasie zaczął interesować się wpływem aktywności Słońca na pogodę. Po powrocie założył prywatne biuro pogodowe Cleyton Weather Service w Canton w stanie Massachusetts i pracował jako konsultant dla prywatnych firm. Ponadto kontynuował prace badawcze. W ramach współpracy z Charlesem Greeleyem Abbotem, dyrektorem Smithsonian Astrophysical Observatory, próbował znaleźć korelacje między wahaniami stałej słonecznej, a pogodą. Owocem współpracy Claytona ze Smithsonian było wydanie kompilacji światowych danych meteorologicznych World Weather Records.
Clayton był członkiem założycielem Amerykańskiego Towarzystwa Meteorologicznego, członkiem Amerykańskiej Akademii sztuk i Nauk (1893) i wieloletnim prezydentem Boston Scientific Society.
Clayton w 1892 roku ożenił się z Frances Fawn Comyn. Mieli troje dzieci: Henry Comyn, Lawrence Locke i Frances Lindley.

## II Puchar Gordon Bennetta
W 1907 roku wziął udział w zawodach o Puchar Gordona Bennetta w Saint Louis na niemieckim balonie Pommern. Chociaż wcześniej nie latał balonem poleciał z Oskarem Erbslöhem jako pilotem i udało im się wygrać zawody. Podczas 40-godzinnej podróży balon doleciał do Asbury Park w New Jersey przebywając trasę 1400 kilometrów. Clayton podczas wyścigu wykorzystał swoją wiedzę meteorologiczną i dane przekazane przez balon-pilot i wybrał dla niemieckiego balonu zachodnie wiatry.

## Wybór prac
- Henry H. Clayton, Sterling P. Fergusson Measurements of cloud heights and velocities. John Wilson and Son, Cambridge 1892
- Sterling P. Fergusson, Henry H. Clayton Exploration of the air by means of kites. John Wilson and Son, Cambridge 1897
- Henry H. Clayton Variation in solar radiation and the weather[18]. Smithsonian Inst., Washington 1920
- Henry H. Clayton World Weather. Macmillan, New York 1923
- Henry H. Clayton The bearing of polar meteorology on world weather. W: W. L. G. Joerg (Hrsg.) Problems of polar research, New York 1928, s. 27–37
- Henry H. Clayton The sunspot period. Smithsonian Inst., Washington 1939
- Henry H. Clayton Solar relations to weather and life. The Clayton Weather Service, Canton, Massachusetts, 1943